# Camminando sul lato selvaggio
Camminando sul lato selvaggio è un album dei Diaframma pubblicato il 20 aprile 2007.

## Tracce
1. Tu fai cantare forte il motore – 2:47
2. Io, sì proprio io – 2:27
3. Grazie davvero – 3:14
4. Voglio svegliarmi presto – 3:33
5. Questo ragazzo – 2:49
6. Barbara, 1992 – 2:41
7. Valentina – 3:14
8. Come una droga per me – 3:35
9. C'è un uomo là – 4:05
10. L'orgia – 3:10
11. Andrea torna al rock – 2:17
12. Mi sento un mostro – 2:27

## Curiosità
La traccia numero 11 è dedicata al cantante Andrea Chimenti; nel testo dello stesso brano vengono citati anche il cantautore livornese Bobo Rondelli e il leader dei Baustelle Francesco Bianconi.

## Formazione
- Federico Fiumani - voce, chitarra
- Edoardo Daidone - chitarra
- Riccardo Biliotti - basso
- Lorenzo Moretto - batteria
- Francesco Renzoni - tastiere
- Emilio Sapia - tastiere nella traccia 12
- Alessandro Guasconi - basso nelle tracce 2, 11, 12